# Station Tonsåsen
Station Tonsåsen is een voormalig station in Tonsåsen in de gemeente Etnedal in fylke Innlandet in Noorwegen. Het station werd geopend in 1903, in 1984 werd het gesloten. Het stationsgebouw is sinds 2000 in gebruik bij het ontwerpersduo Arne&Carlos. 